# نهج شارل ديغول (مدينة تونس)
نهج شارل ديغول هو أحد الأنهج التجارية بمدينة تونس وهو مواز لنهج جمال عبد الناصر. ويبدأ من شارع فرنسا وينتهي بنهج الجزائر، وتشقه أنهج هامة عديدة من بينها نهج إسبانيا ونهج أنقلترا. ويوجد به مركز بريد رئيسي وتفتح عليه السوق المركزية لمدينة تونس.

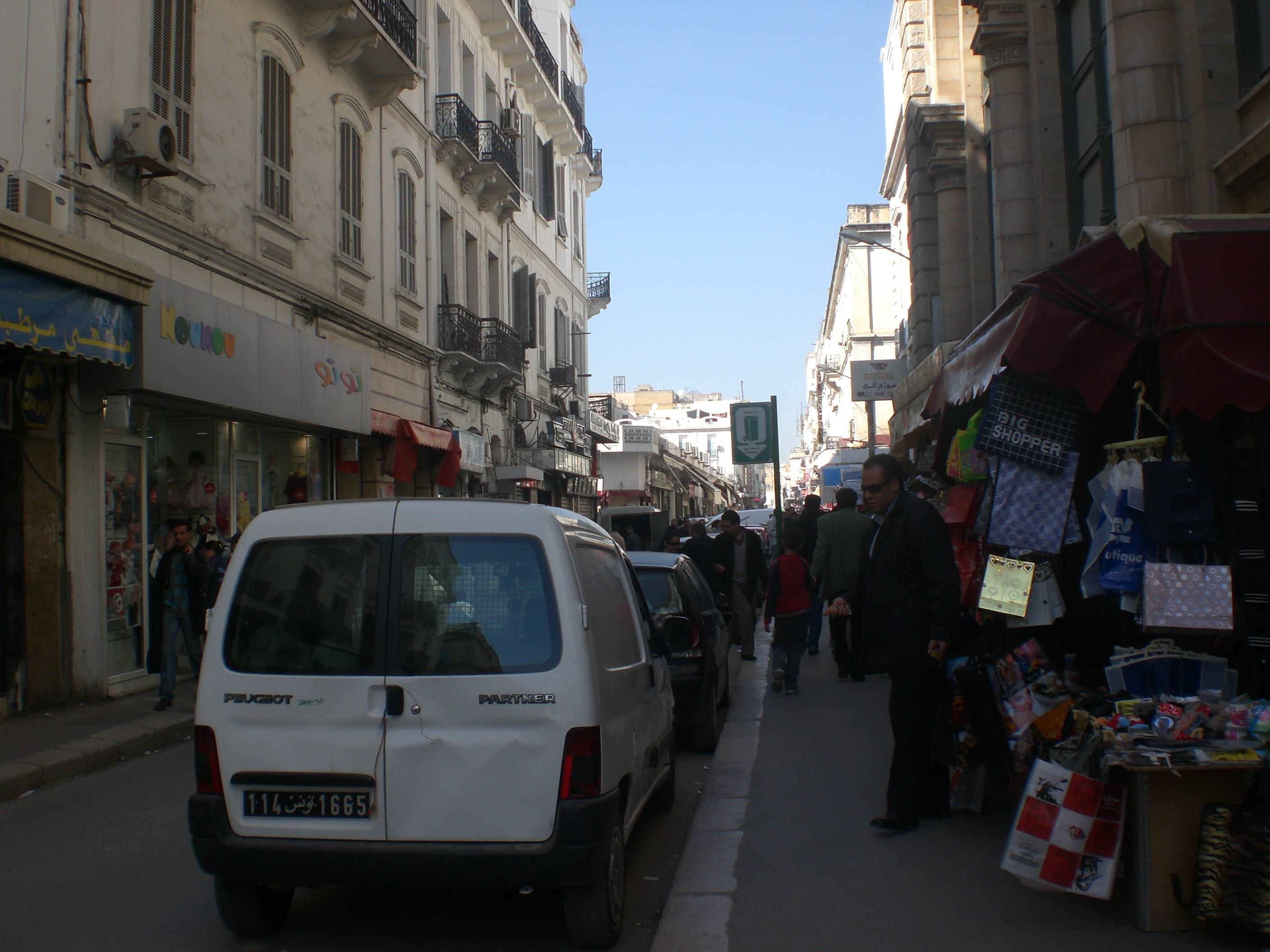
نهج شارل ديغول بمدينة تونس

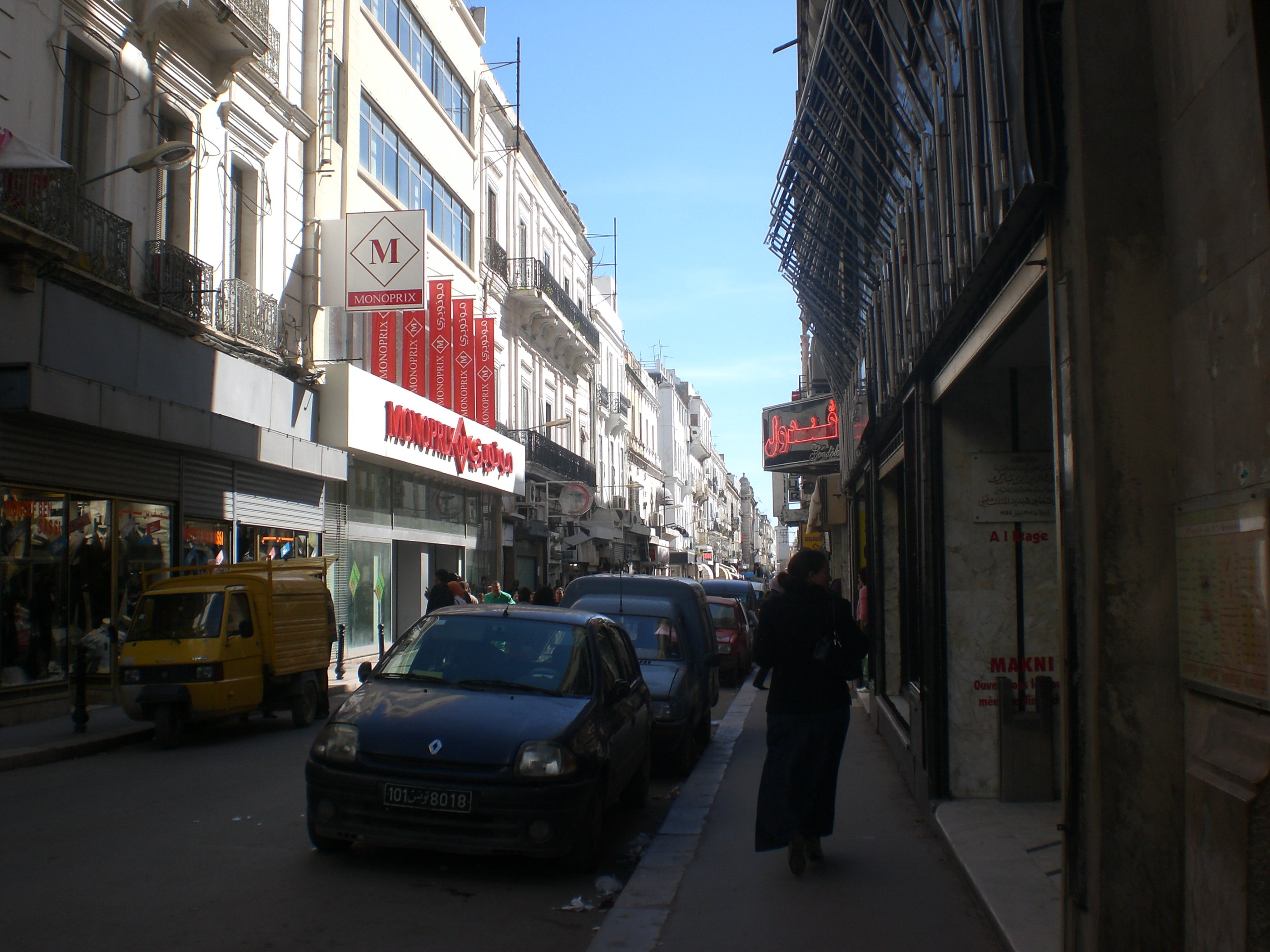
نهج شارل ديغول